# Gaspard Riollay
Gaspard Riollay est un homme politique français né le 17 mars 1783 à Rennes (Ille-et-Vilaine) et mort le 15 novembre 1861 à Saint-Brieuc (Côtes-du-Nord).

## Biographie
Officier du génie, il est chef de bataillon en 1830. Il est député des Côtes-du-Nord de 1830 à 1834, siégeant au centre. Il termine sa carrière militaire en 1843, comme colonel du génie à Brest.

## Sources
- « Dictionnaire des parlementaires français de 1789 à 1889 (Adolphe Robert, Edgar Bourloton et Gaston Cougny) », sur gallica BNF (consulté le 4 janvier 2014)